# Giao Hoà
	Giao Hoà		là một xã thuộc tỉnh Ninh Bình, Việt Nam. Trụ sở xã nằm cách phường Hoa Lư - trung tâm tỉnh lỵ Ninh Bình 62 km về phía Đông.
Theo Nghị quyết số 1674/NQ-UBTVQH15 ngày 16/6/2025 về sắp xếp các đơn vị hành chính cấp xã của tỉnh Ninh Bình năm 2025, 	sắp xếp các xã Hồng Thuận, Giao An và Giao Lạc thành xã mới có tên gọi là xã Giao Hòa.
Xã Giao Hoà	có diện tích:	29,62	km², 	dân số:	41.717	người, mật độ dân số: 	1408	người/km².
Đây là đơn vị có diện tích xếp thứ:	46	, số dân xếp thứ: 	18	và mật độ dân số xếp thứ: 	40	trong số 129 xã, phường ở Ninh Bình.  
1. ↑  Nghị quyết của Quốc hội về sắp xếp các đơn vị hành chính cấp xã của tỉnh Ninh Bình năm 2025